# Tadascarta formosana
Tadascarta formosana är en insektsart som först beskrevs av Kato 1929.  Tadascarta formosana ingår i släktet Tadascarta och familjen spottstritar. Inga underarter finns listade i Catalogue of Life.